# Øst-Telemark
Øst-Telemark er et distrikt i den østlige del af det indre Telemark fylke i Norge. Det omfatter de 6 kommuner Tinn, Hjartdal, Notodden, Bø, Sauherad og Nome. De to byer i området er Rjukan og Notodden. De øvre dele af distriktet indgik tidligere i Øvre Telemarkens fogderi, mens de nedre dele tidligere indgik i Nedre Telemarkens fogderi. Området har i alt 36.069 indbyggere (SSB 1. juli 2007) og et areal på 4.770 kvadratkilometer.

## Administrative inddelinger
- Tinn, Hjartdal, Notodden, Bø og Sauherad utgør retsområdet Øst-Telemark tingrett under Agder lagdømme. Nome kommune hører dog til Nedre Telemark tingrett i samme lagdømme.
- Hele distriktet udgør Øst-Telemark provsti under Agder og Telemark bispedømme i Den norske kirke.
- Tinn og Notodden er i regionsråd med Kongsbergregionen.[1]
- Bø, Sauherad og Nome har et eget regionsråd.[2].
- Hjartdal er i regionsråd med kommunene i Vest-Telemark.[3].
- SSBs inddeling i handelsregioner svarer til disse kommuners regionsrådstilknytninger.